# Wohn- und Wirtschaftsgebäude Appel 1

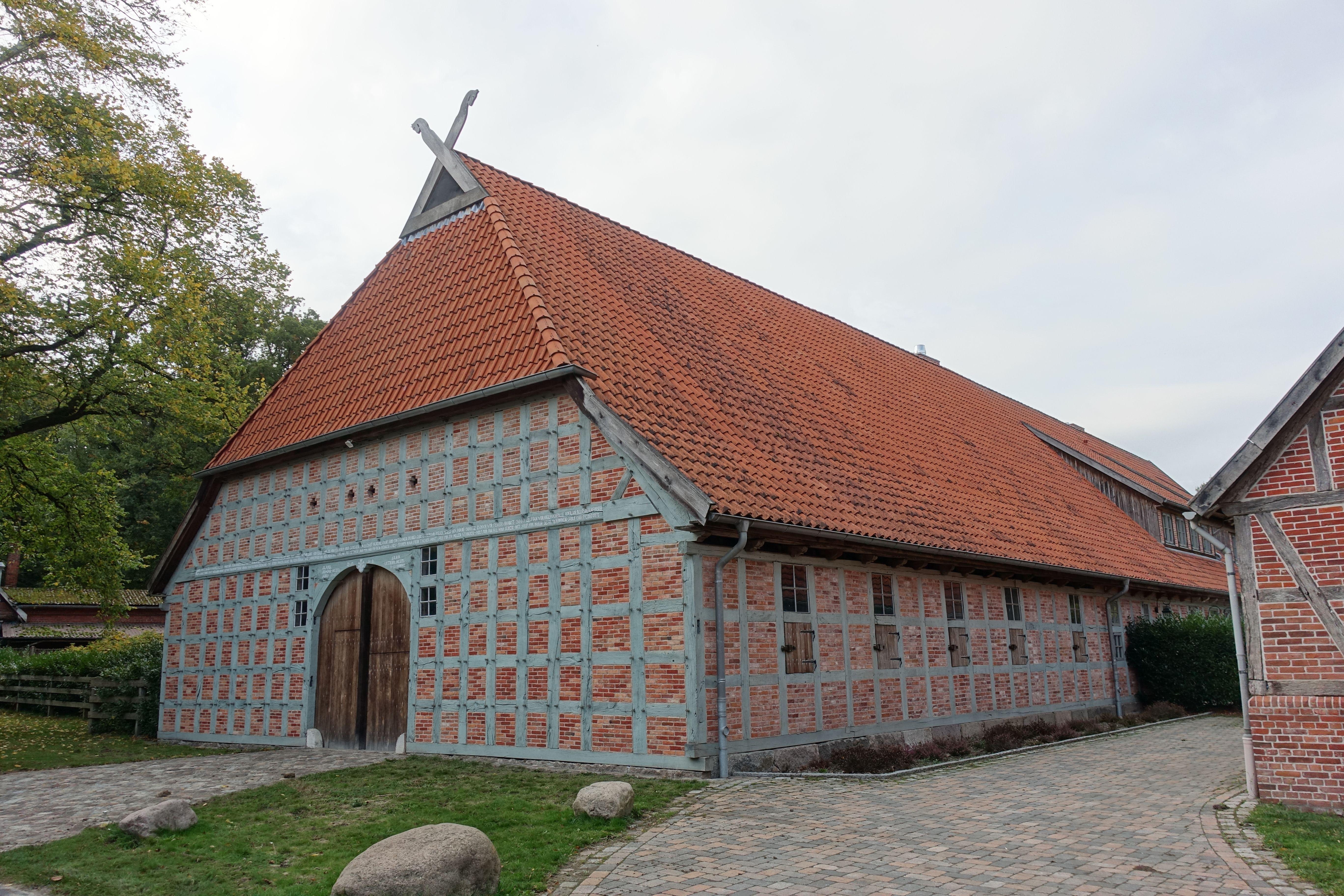
Süd- und Ostfassade (2022)

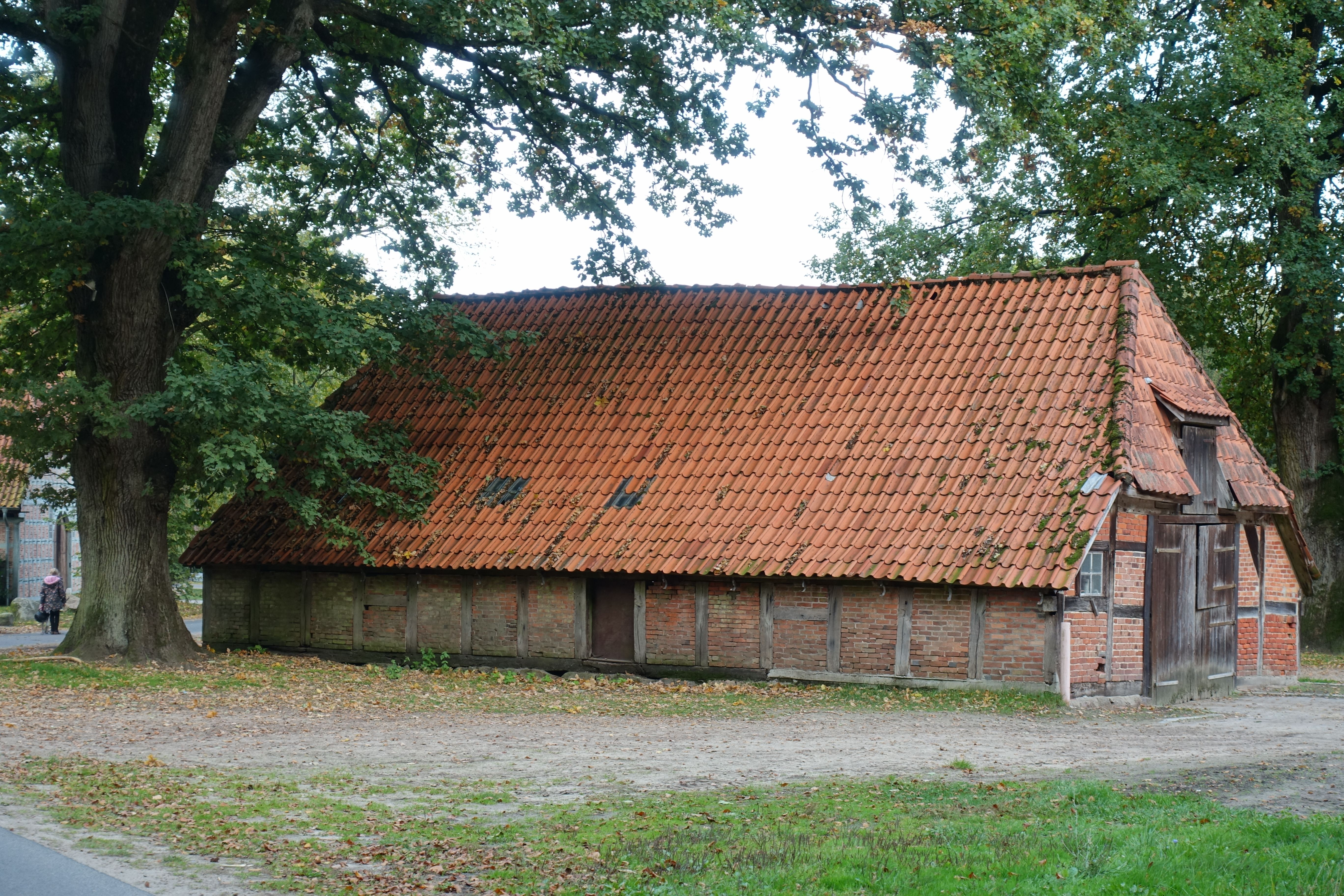
Schafstall (2022)

Das Wohn- und Wirtschaftsgebäude Appel 1 auf Gut Appel in der niedersächsischen Gemeinde Helvesiek, Ortsteil Appel, wurde am Anfang des 19. Jahrhunderts gebaut. Aktuell (2025) wird es zum Wohnen, für Veranstaltungen und touristisch genutzt.
Das Gebäude steht unter Denkmalschutz (siehe auch Liste der Baudenkmale in Helvesiek).

## Geschichte und Beschreibung
Helvesiek wurde um 1250 erstmals erwähnt und Appel im 14. Jahrhundert. Es gehört zur heutigen Samtgemeinde Fintel im Landkreis Rotenburg (Wümme). Das Landgut wurde 1320 erstmals erwähnt. Anfang des 20. Jahrhunderts wurden hier erstmals Galopp-, später dann Trabrennen ausgetragen.
Das eingeschossige giebelständige Zweiständer-Hallenhaus in Raster-Fachwerk mit Steinausfachungen, ziegelgedecktem Krüppelwalmdach, Niedersachsengiebel mit Uhlenloch, Pferdeköpfen und Grooter Door mit Rundbogen wurde 1802 für Johan und Katrina Hezel (Inschrift) gebaut. Der Wohnteil wurde Ende des 19. Jahrhunderts saniert und umgestaltet, der große Fleetbereich blieb unverändert erhalten.
2010 kaufte Familie Selkirk aus Hamburg den Hof und sanierte danach einen Teil der Gebäude für die Nutzung u. a. als Reitanlage mit Reitschule, Poloplatz, Rennbahn, Dressurviereck, Springplatz und kleiner Reithalle sowie als Waldgaststätte. Im Hauptgebäude finden in der Deele Veranstaltungen statt.
Das Landesdenkmalamt befand u. a.: „… ein regionstypisches Hallenhaus der ersten Hälfte des 19. Jahrhunderts in Zweiständerkonstruktion ….“
Zum Gut gehört auch der denkmalgeschützte Schafstall von um 1800 als Zweiständerbau in Fachwerk mit Steinausfachungen, pfannengedecktem Krüppelwalmdach und mit einer Längsdurchfahrt.